# 颱風愛莉斯 (1976年)
颱風愛莉斯（英語：Typhoon Iris，菲律賓大氣地球物理和天文服務管理局：Toyang）是1976年太平洋颱風季中其中一個熱帶氣旋，風暴於9月14日形成，在9月29日消散，維持約兩週。愛莉斯是該年少數在南海生成的風暴，亦是唯一增強成為颱風的南海風暴。愛莉斯在菲律賓西部海面形成後，緩慢地向西北經過南海及增強，在接近華南沿岸時採取偏西路徑移動，最終經由中國廣東省西部進入內陸。不過愛莉斯沒有即時消散，而是行走到海南島周圍並作逆時鐘打圈，之後「回馬槍」返回南海北部，持續幾天後才在巴士海峽附近消失。愛莉斯是令皇家香港天文台懸掛該年第二個八號烈風或暴風信號，不過對當地的破壞不大，未有明顯災情，在香港僅導致27人傷；不過它為廣東省西部帶來較明顯的災情，一共有85人死，逾2,700人傷。另外有一艘巴拿馬貨船在南海海面遇到風暴沉沒，船上28名臺灣籍船員中僅有13名生還。

## 氣象歷史
一個熱帶低氣壓於1976年9月15日在菲律賓以西的南海海面形成，生成後即以時速大約七公里向西北移動，並向華南沿岸進發。菲律賓大氣地球物理和天文服務管理局基於此熱帶低氣壓在菲律賓責任區內形成，隨即對它進行監測及給予其菲律賓名稱「Toyang」。這個熱帶低氣壓同日開始發展，皇家香港天文台及美國聯合颱風警報中心在同日較後時間皆將它升格成為熱帶風暴，其中後者將它命名為愛莉斯，臺灣中央氣象局同日升為輕度颱風。香港天文台在翌日再將愛莉斯升為強烈熱帶風暴，當時天文台指出愛莉斯結構組織良好，並會繼續發展。
愛莉斯到9月17日進一步增強，美方及香港天文台將其升格成為颱風，中央氣象局則在同日將其升格成為中度颱風。愛莉斯在翌日開始轉為西北偏西方向，並加速到時速13公里，抵達華南沿岸，當日早上愛莉斯發展出一個直徑約96公里的風眼，不過到中午隨著其繼續增強，風眼迅即縮小一半到直徑約48公里。9月19日愛莉斯抵達中國廣東省佛山地區台山縣以南海面，西向量繼續增加，時速稍降到11公里。愛莉斯到9月20日上午在湛江市一帶登陸，其後迅速減弱，美方、香港天文台及中央氣象局在一日內，皆將其從颱風（中度颱風）先後降格為熱帶風暴（輕度颱風）及熱帶低氣壓，在翌日，香港天文台及中央氣象局皆認為愛莉斯在北部灣上減弱為低壓區。不過，美方及廣東省氣象局仍將愛莉斯定為熱帶低氣壓，並受到冷空氣南下影響，低氣壓轉為南行，又在海南島周圍打圈，更先後兩次登陸、兩次出海，之後「回馬槍」返回南海北部，朝東沙群島附近海面行進。美方直到9月29日認為愛莉斯已消散，而廣東省氣象局認為它到10月1日才在巴士海峽附近消失。

## 影響
愛莉斯在菲律賓全國15間房屋全毀，13戶家庭共48人受風暴影響，經濟損失50萬比索，未有傷亡報告。另外，巴拿馬籍貨船「捷利輪」自臺灣高雄市出發往伊朗途中，於9月17日在東沙群島附近海面遇上風暴並且觸礁，艙內嚴重進水因而沉沒，儘管其所屬之大來輪船公司已通知香港代理商派遣直昇機援救，然而未果；船上28名臺籍船員中僅有13名被丹麥貨船「伊馬·傑森輪」（港譯「伊瑪·積遜號」）救起，後於英屬香港瑪嘉烈醫院接受療養，其餘15名（包括船長侯宗堯在內）葬身南海。

### 英屬香港
- 當地評定巔峰強度分級：（HKO）
- 當地評定最大持續風速：130每小時（36每秒；70節）（十分鐘）
- 當地懸掛之最高熱帶氣旋警告信號： 八號東北烈風或暴風信號 /  八號東南烈風或暴風信號
- 最接近當地時間：1976年9月19日早上8時
- 最接近當地位置：天文台總部之西南偏南約150公里

皇家香港天文台在09月15日晚上11時15分懸掛一號戒備信號，到9月17日晚上10時45分改掛三號強風信號。愛莉斯持續增強及靠近華南地區，境內風力逐漸加強，天文台在9月18日下午9時15分改掛八號東北烈風或暴風信號，再在在9月19日上午6時10分改掛八號東南烈風或暴風信號。隨著愛莉斯登陸中國廣東省西部及減弱，天文台到同日下午5時半改掛三號信號，9日20日早上7時45分除下所有信號。
因應愛莉斯迫近香港，同年8月發生秀茂坪山泥傾瀉意外的秀茂坪邨，再有部分第9座及第15座的居民撤離，另外鄰近斜坡的石硤尾邨第29座也有少數居民選擇搬到親友家中暫住。另外，除了大部分水上交通、山頂纜車及少數巴士路線停頓之外，陸上交通仍維持服務，機場方面共有17班航機取消及34班延誤，不少商戶也休息，街上行人甚少。愛莉斯對香港影響輕微，僅導致27人被風吹倒的玻璃碎片所傷，除此之外，當局收到21宗棚架及招牌倒塌報告，近500人疏散到臨時防風庇護站。沙田鴨寮坑村發生水災，並有泥石湧入村，水深超過一米，廿多戶村民需要疏散；觀塘茜草灣及茶果嶺共18戶居民，因所住木屋被毀同樣需要疏散。

### 中國大陸
- 當地評定巔峰強度分級：（CMA）
- 當地評定最大持續風速：35每秒（68節；130每小時）（二分鐘）
- 當地評定中心最低氣壓：975百帕斯卡（28.79英寸汞柱）

據中國大陸廣東省氣象台紀錄，該年「第十九號颱風」（7619號颱風，指愛莉斯）於9月20日早上約9時左右在湛江市沿海登陸，登陸時風力達十一級。登陸後的颱風穿過雷州半島繼續西行，進入北部灣，不過未如皇家香港天文台及臺灣交通部中央氣象局所說在那裡消散，而是以熱帶低氣壓的強度在海南島周圍打圈，更先後兩次登陸、兩次出海，此低氣壓直到10月1日才在巴士海峽附近消失。受颱風影響，廣東省大部分地區及海南島吹六至八級風，颱風經過的雷州半島一帶，吹十至十二級風；同時那些地方普遍降下暴雨到大暴雨，其中廿個縣市更下特大暴雨，西南部化州縣錄得最大雨量826毫米，日雨量亦有545毫米。
颱風同時與冷空氣匯聚，形成大範圍暴雨，為廣東省西部帶來較明顯的災情，其中鑒江、羅江、漠陽江、九洲江及新興江出現歷年來罕見大洪水，高州縣、化州縣、茂名市等地，水深達到兩至三米。其中茂名市有多達35萬人被洪水包圍，受淹的稻田達7.07萬公頃；當地石油廠設備受浸而嚴重損壞，並停產超過一週。湛江、肇慶、佛山、海南島等地，有33萬間房屋被毀，33.47萬公頃農田受淹，並有80人死、2,705人傷。其中湛江市受浸魚塘1,600公頃、毀壞水庫魚柵176宗、損失魚產量2,675公噸。廣西壯族自治區東南部，逾8,000間房屋被毀，晚稻、甘蔗等農產品受淹兩萬公頃，並有五人死、65人傷。

### 台灣
- 當地評定巔峰強度分級：（CWB）
- 當地評定最大持續風速：35每秒（68節；130每小時）（十分鐘）
- 當地發布之颱風警報：海上颱風警報

## 熱帶氣旋警告使用記錄

### 臺灣
| 中央氣象局 颱風警報 | 中央氣象局 颱風警報 | 中央氣象局 颱風警報 |
| ------------------- | ------------------- | ------------------- |
| 上一熱帶氣旋        | 海上颱風警報        | 下一熱帶氣旋        |
| 強烈颱風芙安        | 海上颱風警報        | 強烈颱風魯依絲      |

## 外部連結
- 1976年熱帶氣旋年刊 （页面存档备份，存于），皇家香港天文台
- 民國六十五年北太平洋西部颱風概述 （页面存档备份，存于），交通部中央氣象局